# Tropicus speciosa
Tropicus speciosa är en skalbaggsart som beskrevs av Miller 1992. Tropicus speciosa ingår i släktet Tropicus och familjen strandgrävbaggar. Inga underarter finns listade i Catalogue of Life.